# Raphionacme villicorona
Raphionacme villicorona là một loài thực vật có hoa trong họ La bố ma. Loài này được Venter mô tả khoa học đầu tiên năm 2007.